# 토비아스 사멧
토비아스 자메트(Tobias Sammet)은 독일의 가수 또는 작곡자, 작사자로 1977년 11월 21일에 출생하였다. 메탈 락밴드 에드가이와 메탈 오페라 아반타시아의 보컬로 유명하다.

## 음악 활동
- 랩소디 오브 파이어
- 토비아스 사멧의 유로비트 곡들 (에이스 워리어)